# 嘉義西市場
23°28′45″N 120°26′53″E / 23.479269°N 120.447986°E

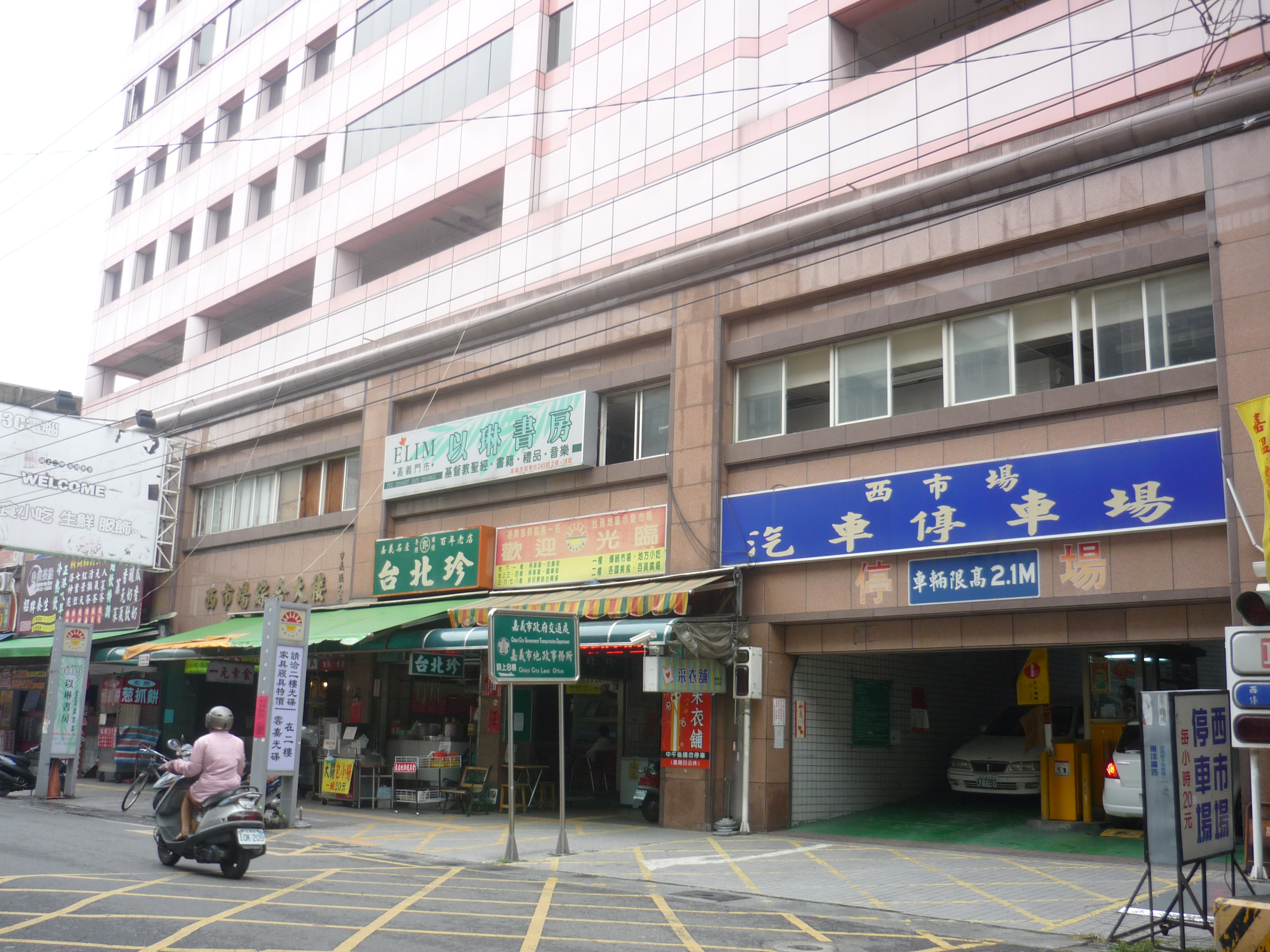
嘉義西市場大樓

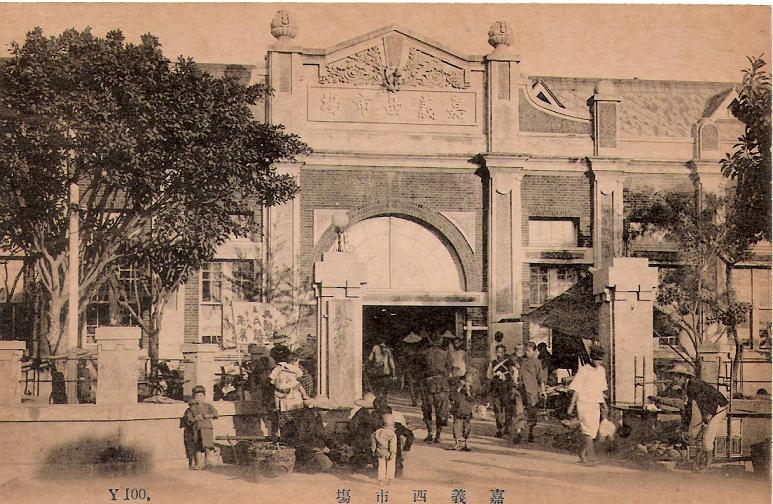
嘉義西市場舊貌

嘉義西市場（嘉義市西公有市場）為嘉義市西區的一所具百年歷史的傳統市場，位於國華街西市場綜合大樓的一、二樓，共設有147攤。

## 沿革
1900年，臺灣各縣知事與廳長依民政長官之通令，停止市集的個人經營，將各市集合併由各街庄的衛生組合經營。嘉義街於是成立了「嘉義衛生組合」，在原嘉義縣署的位置設立了數十棟的竹造小屋「嘉義市場」，並在西門街上設立了「嘉義市場支場」。1906年梅山地震造成嘉義市街多數房舍傾倒，嘉義廳於是趁機進行市區改正與下水道整治，並於1907年興建嘉義東市場。1911年，嘉義廳通過在嘉義街西門外新設市場的公共衛生費預算7,942圓，此市場稱為「嘉義西市場」，於1912年1月動工，同年3月完工，原本在西門街上的市場便轉移至此。1934年，嘉義市東、西市場改建的計畫被提出，並於1935年通過改建計畫。計畫中改建了西市場既有的三棟賣店，以及新設一棟賣店，攤位數自206個減為183個。
嘉義西市場在二戰中因美軍空襲受損，於1946年9月修復完工啟用。1993年，嘉義西市場拆除，新建的西市場綜合大樓於1998年11月落成，為一棟八層樓的綜合商場。地上一、二樓為市場使用。